# 勒利翁当热 (旧市镇)
勒利翁当热（法語：Le Lion-d'Angers，發音：[lə ljɔ̃ dɑ̃ʒe] ⓘ）是法国曼恩-卢瓦尔省的一个旧市镇，属于瑟格雷区。2016年1月1日，勒利翁当热与市镇昂迪涅合并为新市镇勒利翁当热，成为了新勒利翁当热的委派市镇与政府驻地。

## 地理
勒利翁当热（47°37'40"N, 0°42'47"W）面积41.11 平方千米，位于法国卢瓦尔河地区大区曼恩-卢瓦尔省，该省份为法国西部内陆省份，大致对应安茹地区，北起顺时针与马耶讷省、萨尔特省、安德尔-卢瓦尔省、维埃纳省、德塞夫勒省、旺代省、大西洋卢瓦尔省和伊勒-维莱讷省接壤。
与勒利翁当热接壤的市镇（或旧市镇、城区）包括：昂迪涅、布兰叙隆格内、乌东河畔拉沙佩勒、热内、格雷-讷维尔、卢韦讷、曼恩河畔蒙特勒伊、圣马丹迪布瓦、托里涅当茹、安茹地区埃德尔。
勒利翁当热的时区为UTC+01:00、UTC+02:00（夏令时）。

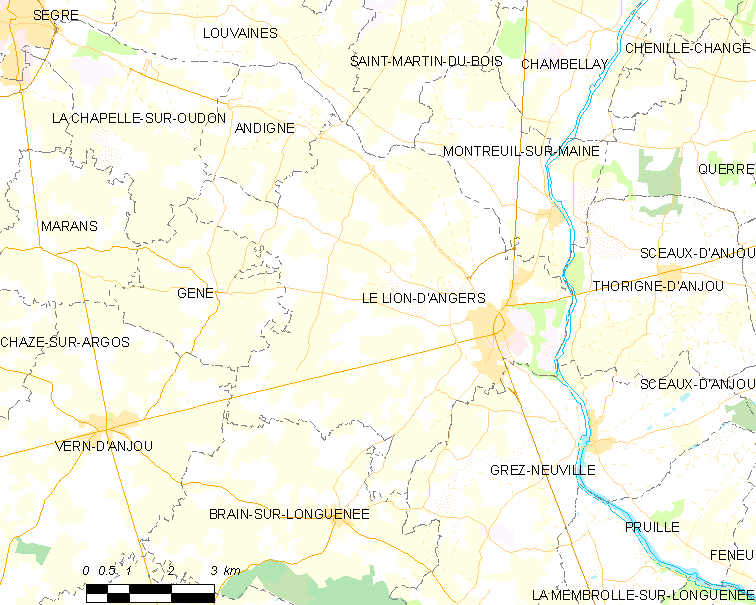
勒利翁当热的OSM定位图

## 行政
勒利翁当热的邮政编码为49220，INSEE市镇编码为49176。

## 政治
勒利翁当热所属的省级选区为蒂耶尔塞县。

## 人口

1962-2008年间勒利翁当热人口变化图示

勒利翁当热于2016年1月1日时的人口数量为4965人。